# David Benavidez
David Benavidez (Phoenix, 17 dicembre 1996) è un pugile messicano.
Due volte campione di peso super medio WBC, detenne il titolo dal 2017 al 2018 e nuovamente dal 2019 al 2020. Vinse la sua prima cintura all'età di 22 anni, 8 mesi e 22 giorni, ottenendo il record di pugile più giovane per aver mai ottenuto un titolo dei pesi supermedi. Al momento si trova al primo posto nella classifica di The Ring e in quella della Transnational Boxing Rankings Board e al sesto in quella di BoxRec.

## Primi anni e carriera da dilettante
David è nato da un padre messicano e una madre ecuadoriana. Viene allenato dal padre e dal fratello maggiore, José Benavidez Jr., anch'egli pugile professionista. 
Iniziò a praticare il pugilato all'età di tre anni. Il suo record amatoriale è di 15-0.
All'età di 15 anni arrivò a pesare 113 kg, motivo per cui intraprese un percorso di dimagrimento al fine di proseguire la carriera sportiva.

## Carriera professionista
Benavidez fa il suo debutto da professionista all'età di 17 anni, sconfiggendo Erasmo Moreno per knockout al primo round a Porto Peñasco. Il pugile vince il titolo NABF dei pesi massimi leggeri junior, il suo primo titolo, contro Rollin Williams nell'aprile del 2015. Vince inoltre 16 dei suoi primi 17 incontri per knockout. Il pugile messicano affronta l'ex sfidante per il titolo mondiale Rogelio Medina il 20 maggio 2017. Medina viene abbattuto tre volte prima del termine dell'incontro, sancito dall'arbitro, che assegna la vittoria a Benavidez.

### Benavidez vs. Gavril
Dopo il suo pareggio contro James DeGale, Badou Jack lascia vacante il suo titolo super medio del CMB per gareggiare come peso mediomassimo. Il CMB organizza quindi un incontro tra Callum Smith e Anthony Dirrell: il vincitore avrebbe ottenuto il titolo mondiale vacante. A causa della partecipazione di Smith al WBSS, questi viene sostituito da Benavidez. L'incontro era previsto per settembre del 2017. Ciò nonostante, il 5 agosto il CMB annuncia il ritiro di Dirrell a causa di una lesione. L'8 settembre 2017, pertanto, Benavidez si trova ad affrontare il rumeno Ronald Gavril per il titolo mondiale.
David Benavidez sconfigge Ronald Gavril dopo 12 round intensi, con una vittoria per decisione divisa (117-111, 116-111, 111-116). Con questo successo, Benavidez entra nella storia diventando il campione più giovane di sempre nella categoria dei pesi super medi, all'età di soli 20 anni. Gavril si dimostra l'avversario più impegnativo che Benavidez abbia affrontato fino a quel momento, costringendolo a disputare il maggior numero di round della sua carriera. Nonostante la vittoria, Benavidez evidenzia difficoltà legate al condizionamento fisico, un aspetto che si riferisce alla sua capacità di mantenere un livello elevato di prestazione fisica e resistenza per tutta la durata del combattimento. Queste difficoltà emergono chiaramente nel round finale, dove Gavril riesce a prevalere, mettendo in difficoltà il giovane campione, che vince comunque ai punti.

## Risultati nel Pugilato
| 26 Vinte (23 KOs), 0 Sconfitte |        |                        |      |               |                   |                                                           | |
| Ris.                           | Record | Avversario             | Tipo | Rd., Tempo    | Data              | Località                                                  | Note |
| V                              | 26-0   | David Lemieux          | TKO  | 3(12), 1:31   | 21 maggio 2022    | Gila River Arena, Glendale                                | Vince il titolo ad interim del WBC come peso super medio.                                                            |
| V                              | 25–0   | Kyrone Davis           | TKO  | 7 (10), 0:48  | 13 novembre 2021  | Footprint Center, Phoenix, Arizona                        | |
| V                              | 24–0   | Ronald Elis            | TKO  | 11 (12), 2:00 | 13 marzo 2021     | Mohegan Sun Casino, Uncasville                            | Torna sul ring dopo aver perso nel peso WBC dei pesi super medi.                                                     |
| V                              | 23–0   | Roamer Alexis Angulo   | RTD  | 10 (12), 3:00 | 15 agosto 2020    | Mohegan Sun Casino, Uncasville                            | Non qualificabile per vincere il titolo mondiale vacante del WBC dei pesi super medi per non essere del peso adatto. |
| V                              | 22–0   | Anthony Dirrell        | TKO  | 9 (12), 1:39  | 28 settembre 2019 | Staples Center, Los Ángeles, California                   | Vince il titolo mondiale del WBC dei pesi super medi.                                                                |
| V                              | 21–0   | J'Leon Love            | TKO  | 2 (10), 1:14  | 16 marzo 2019     | AT&T Stadium, Arlington, Texas                            | |
| V                              | 20–0   | Ronald Gavril          | UD   | 12            | 17 febbraio 2018  | Mandalay Bay Events Center, Paradise, Nevada, U.S.        | Mantiene il titolo WBC dei pesi super medi.                                                                          |
| V                              | 19–0   | Ronald Gavril          | SD   | 12            | 8 settembre 2017  | The Joint, Paradise, Nevada, U.S.                         | Vince il titolo vacante WBC dei pesi super medi.                                                                     |
| V                              | 18–0   | Rogelio Medina         | TKO  | 8 (12) 1:01   | 20 maggio 2017    | Laredo Energy Arena, Laredo, Texas, U.S.                  | |
| V                              | 17–0   | Sherali Mamajonov      | KO   | 2 (8) 1:04    | 28 gennaio 2017   | MGM Grand, Las Vegas, Nevada, U.S.                        | |
| V                              | 16–0   | Denis Douglin          | TKO  | 10 (10) 0:35  | 5 agosto 2016     | 2300 Arena, Philadelphia, Pennsylvania, U.S.              | |
| V                              | 15–0   | Francy Ntetu           | TKO  | 7 (8) 1:30    | 25 luglio 2016    | Barclays Center, Brooklyn, New York, U.S.                 | |
| V                              | 14–0   | Phillip Jackson Benson | KO   | 2 (8) 2:08    | 30 aprile 2016    | StubHub Center , Carson, California , U.S.                | |
| V                              | 13–0   | Kevin Cobbs            | KO   | 2 (8) 1:08    | 19 gennaio 2016   | Club Nokia, Los Ángeles, California, U.S.                 | |
| V                              | 12–0   | Felipe Romero          | TKO  | 1 (8) 2:00    | 14 novembre 2015  | Hard Rock Hotel and Casino, Los Ángeles, California, U.S. | |
| V                              | 11–0   | Alberto Gutiérrez      | TKO  | 1 (6) 0:55    | 5 settembre 2015  | CUM Aguaprieta, Agua Prieta, México                       | |
| V                              | 10–0   | Ricardo Campillo       | TKO  | 2 (6) 1:21    | 15 maggio 2015    | US Airway Center, Phoenix, Arizona, United States         | |
| V                              | 9–0    | Rollin Williams        | TKO  | 1 (8) 2:59    | 25 aprile 2015    | Celebrity Theater, Phoenix, Arizona, United States        | |
| V                              | 8–0    | Azamat Umarzoda        | UD   | 6             | 20 dicembre 2014  | Celebrity Theater, Phoenix, Arizona, United States        | |
| V                              | 7–0    | Juan Hernández         | TKO  | 1 (4) 1:36    | 11 ottobre 2014   | Gimnasio Municipal, Nogales, México                       | |
| V                              | 6–0    | Juan Hernández         | TKO  | 1 (4) 1:54    | 23 agosto 2014    | Cervecería Tecate, Tecate, México                         | |
| V                              | 5–0    | Erick Revueltas        | KO   | 4 (4)         | 24 maggio 2014    | Auditorio Municipal, Tijuana, México                      | |
| V                              | 4–0    | Arturo Martínez        | TKO  | 1 (4) 2:12    | 11 aprile 2014    | Hipódromo Caliente, Tijuana, México                       | |
| V                              | 3–0    | Omar Aispuro           | TKO  | 1 (4) 1:15    | 31 gennaio 2014   | Hipódromo Caliente, Tijuana, México                       | |
| V                              | 2–0    | Édgar Gálvan           | KO   | 1 (4) 2:02    | 4 dicembre 2013   | Salón Las Pulgas, Tijuana, México                         | |
| V                              | 1–0    | Erasmo Mendoza         | KO   | 1 (4)         | 17 agosto 2013    | El Chamizal, Puerto Peñasco, México                       | |